# Raja (Mulgi)
Raja is een plaats in de Estlandse gemeente Mulgi, provincie Viljandimaa. De plaats heeft de status van dorp (Estisch: küla).
Tot in oktober 2017 lag Raja in de gemeente Halliste. In die maand werd Halliste bij de fusiegemeente Mulgi gevoegd.

## Bevolking
Het dorp had 28 inwoners op 31 december 2011 en 27 inwoners op 31 december 2021.

## Geschiedens
De plaats werd pas in 1939 voor het eerst genoemd in een lijst met dorpen in de toenmalige gemeente Pornuse.